# Monastero di Dragomirna
Il monastero di Dragomirna venne costruito nel primo trentennio del XVII secolo a circa 15 km da Suceava, in Romania, nel comune di Mitocu Dragomirnei. È il monastero medioevale più alto della Bucovina e fra i più conosciuti dell'architettura ortodossa per le sue proporzioni uniche e gli intricati dettagli, per lo più scavati nella pietra e fa parte dei monasteri della Bucovina. Si trova tra le colline boscose ricche di querce e abeti. La storia del monastero ebbe inizio nel 1602, quando venne costruita la piccola chiesa del cimitero e dedicata al patriarca Enoch e ai santi Elia e Giovanni il teologo. Nel 1609 la chiesa più grande venne dedicata allo Spirito Santo. 

## Storia
A differenza di altri monasteri, non vi sono iscrizioni votive a Dragomirna. L'anno in cui è stato costruito ed i nomi dei fondatori sono stati scoperti solo dopo lo studio di alcuni documenti dell'epoca.
I fondatori furono gli stessi della piccola chiesa del cimitero, lo studioso, artista e vescovo Anastasie Crimca, il gran cancelliere Lupu Stroici, e suo fratello, il tesoriere Simion Stroici. 
Nato a Suceava dal mercante Ioan Crimca e dalla principessa Carstina, Anastasie Crimca, in età giovanile divenne monaco del monastero di Putna. Crimca si costruì una reputazione di prelato, patriota e letterato e, soprattutto, di artista, che si espresse attraverso tutta la sua vita. Egli ascese ai ranghi più elevati nella Chiesa ortodossa, e divenne, nel 1608, il metropolita della Moldavia. Durante l'estate del 1600, egli giurò a Michele il Coraggioso (noto anche come Mihai Viteazu), che sarebbe entrato nella sede principesca di Moldavia senza combattere riuscendo a porre sotto la sua autorità i tre territori della Romania per la prima volta.

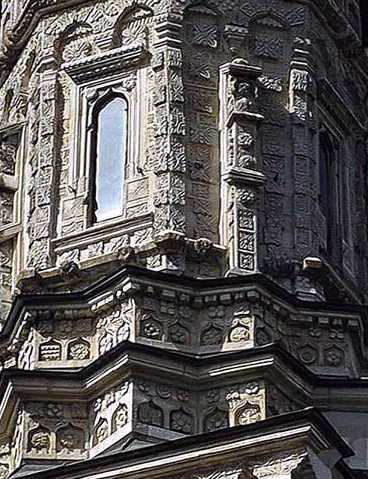
Monastero di Dragomirna - La torre della chiesa

Secondo l'iscrizione incisa sopra il campanile, nel 1627 durante il regno di Miron Barnovschi, a causa delle frequenti invasioni da parte dei turchi e dei tartari, il monastero fu dotato dal principe di un muro di difesa che lo fece assomigliare ad una fortezza. Ai quattro angoli vennero edificate strette torri quadrate. Sui lati occidentale e settentrionale sono le celle, costruite tra il 1843 e il 1846. Facevano parte della ricostruzione generale. All'interno del recinto, sul lato destro dell'ingresso è ubicato il refettorio a volta, costruito in stile gotico. In esso ha sede il Museo di arte antica di Dragomirna. La pianta della grande chiesa ha la forma di un rettangolo molto allungato ed è priva di abside. Sembra essere cresciuta gradualmente fino a sfidare le altezze, a cercare la luce, che simboleggiava la preghiera svettante dal profondo del cuore verso il cielo santo.

## Dettagli architettonici
"Vederla è una gioiosa sorpresa", scrisse il grande storico Nicolae Iorga. "È alta e stretta come uno scrigno contenente le sacre reliquie: un gioiello architettonico che adorna i boschi antichi della Bucovina". La chiesa è costruita per lo più di pietra grezza, fatta eccezione per i pilastri, che terminano con contrafforti in pietra levigata. Alle finestre, in stile gotico le greche sono intersecate da barre. Sotto il cornicione, ci sono due fasce di fregi. La chiesa è circondata da una cintura di pietra di tre diversi tipi. Questa cintura, simbolo della Trinità, contiene anche un messaggio allegorico del vescovo, che ha vissuto per vedere l'unione dei popoli di lingua rumena compiuta da Michele il Coraggioso: egli esortò le generazioni future a guidare la Romania nella fede e nell'unità nazionale attraverso la guida della Santa Chiesa.

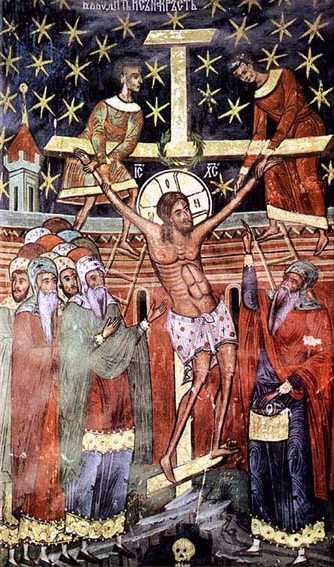
Monastero di Dragomirna - Affresco

La torre della chiesa, molto alta e slanciata, tutta decorata all'esterno, sottolinea la verticalità del monumento. L'altezza totale fino alla croce è di 42 metri. Le sculture che decorano le torri rappresentano un repertorio di motivi ornamentali, geometrici e vegetali - raro per l'epoca di Michele il Coraggioso e Petru Rareş. L'interno è costituito dal portale, dal pulpito, dalla navata centrale e dall'altare. Il portale si eleva davanti al sagrato; dal portale verso l'altare, sette gradini rafforzare il senso di salita e di differenza fra le sezioni della chiesa. Un reticolo di costole copre le volte, in uno stile gotico occidentale, qui usato come interpretazione artistica dello stesso metropolita. Il motivo della corda intrecciata si trova su quasi ogni superficie della volta, archi ed intersezioni con le pareti. Il monastero di Dragomirna non ha una cripta, ma vi sono cinque tombe sotto il portico e una nella parte elevata della chiesa. Quest'ultima potrebbe essere quella del capo fondatore, metropolita Anastasie Crimca.
La chiesa di Dragomirna è decorata con splendidi affreschi, ma si trovano solo dietro l'altare e lungo la navata. Nessuno sa se la parte rialzata della chiesa ed il portico siano mai stati dipinti. Gli affreschi rappresentano un ulteriore elemento innovativo, sia nei temi che nelle tecniche di pittura, più strettamente legati all'iconografia e all'arte in miniatura. Il museo Dragomirna contiene elementi preziosi della civiltà medievale rumena: ricami, libri rilegati in argento dorato, la maggior parte dei quali realizzati da Grigore Moisiu, croci scolpite in cedro ed ebano; la candela accesa per la consacrazione della Chiesa Grande, il messale del vescovo Varlaam, paramenti sacri ricamati in oro e argento e altri oggetti ecclesiastici e abiti sacerdotali.
Al monastero di Dragomirna, il metropolita Anastasie Crimca fondò una scuola di miniaturisti e calligrafi, che divenne "un fiore scintillante dell'arte rumena della miniatura". Cinque manoscritti della Scuola di Dragomirna sono conservati nel museo del monastero: due copie dei Vangeli, due messali ed un salterio, copiati ed illustrati da Anastasie Crimca e dai suoi discepoli. Essi dimostrano l'originalità e il talento dei miniatori moldavi. Come centro di cultura cristiana e antica del passato rumeno, il monastero di Dragomirna detiene un tesoro artistico che è la prova dell'amore del popolo per la bellezza e anche delle loro abilità nel raggiungerla.
La Chiesa della Discesa dello Spirito Santo è unica in tutta la Romania per le sue proporzioni inusuali. È di gran lunga la chiesa più alta e più stretta mai costruita. Le sue pareti non sono dipinte, ma decorate con sculture in pietra. Nel 1609 il vescovo Crimca aveva costruito la chiesa con l'aiuto del Gran Cancelliere Luca Stroici. Il rapporto tra la larghezza, lunghezza e l'altezza della chiesa è fra i più insoliti. La chiesa è larga nove metri, che è una larghezza media, ma l'altezza di oltre 40 metri fino alla cima della torre lanterna, la fa sembrare estremamente stretta. La chiesa dà l'impressione di essere una nave, l'antico simbolo della Chiesa cristiana. Le facciate sono costruite con grezza arenaria gialla.